# Simulatiehypothese
De simulatiehypothese stelt dat de omgeving waarin de mensheid leeft en mogelijk zelfs de hele aarde of het universum slechts een computersimulatie is. Deze hypothese is moeilijk te bewijzen of te ontkrachten en een thema in verschillende sciencefictionverhalen en in films.
Volgens Nick Bostrom, een filosoof verbonden aan de Universiteit van Oxford zou men, gebaseerd op de volgende aannamen, kunnen concluderen dat we in een gesimuleerde werkelijkheid leven, als deze allemaal van toepassing zijn:
- Het is mogelijk om bewustzijn te simuleren in een computer, bijvoorbeeld door hersenen te simuleren.
- Het is technisch mogelijk om (in de toekomst) een computer te bouwen die in staat is om miljarden mensen en hun omgevingen te simuleren. Voor het simuleren van een universum of planeet met levende wezens hoeft overigens niet alle materie op elk moment werkelijk gesimuleerd te worden.
- Beschavingen zijn in staat om voort te bestaan ook als ze de techniek onder de knie hebben om zichzelf te vernietigen. Zie hiervoor de Fermiparadox.
- Een beschaving heeft het punt bereikt dat ze een wereld met mensen kunnen simuleren en wil dit ook daadwerkelijk doen. Mogelijk heeft de beschaving daar geen interesse in omdat de beschaving zich zoveel verder heeft ontwikkeld dat ze geen nut zien in het simuleren van mensen. (Volgens het idee van het transhumanisme zal de mensheid zich door de techniek ook snel naar een hoger plan ontwikkelen.)
- Er is aan de bovenstaande voorwaarden voldaan en er worden inderdaad simulaties gedraaid, mogelijk zelfs simulaties binnen simulaties, en de rekenkracht is voldoende om vele simulaties te draaien.

Als dit het geval is zijn er waarschijnlijk vele simulaties parallel aan elkaar gedraaid, en is de kans dat wij niet in een simulatie leven erg klein. Echter, van de vijf hierboven genoemde aannamen is op dit moment geen te bewijzen, waardoor men niet kan concluderen dat de simulatiehypothese toepasbaar is.

## Achtergrond
Het idee dat we de werkelijkheid niet zien zoals deze is en dus ook niet kunnen controleren of deze echt is gaat terug tot de Griekse filosoof Plato (427-347 v.Chr.) met zijn allegorie van de grot. Hierin stelt hij dat een persoon die zijn of haar hele leven in een grot heeft geleefd en alleen schaduwen heeft gezien opgroeit met het idee dat deze schaduwen de werkelijkheid zijn. De Franse filosoof René Descartes (1596-1650) speelde met de gedachten dat onze zintuigen en gedachten (opzettelijk) voor de gek gehouden worden. Hij stelde wel Ik denk, dus ik ben waardoor hij in elk geval zeker wist dat hij bestond. Dat gaat ook op voor mensen die gesimuleerd worden.

## In fictie
Het boek Simulacron-3 (1964) gaat over gesimuleerde mensen in een gesimuleerde wereld. De films Welt am Draht (1973) en The Thirteenth Floor (1999) zijn hier weer op gebaseerd. Ook wordt de The Matrix (1999) wel als voorbeeld genoemd maar dit is niet juist. In deze film worden de mensen zelf immers niet gesimuleerd maar zijn hun zintuigen aangesloten op een virtuele werkelijkheid.